# 1996 JC1
1996 JC1 är en asteroid i huvudbältet som upptäcktes den 14 maj 1996 av NEAT vid Haleakalā-observatoriet.